# Lac de la Tourbière
Lac de la Tourbière är en sjö i Kanada.   Den ligger i regionen Mauricie och provinsen Québec, i den sydöstra delen av landet, 250 km nordost om huvudstaden Ottawa. Lac de la Tourbière ligger 213 meter över havet. Arean är 0,33 kvadratkilometer. Den ligger vid sjön Lac Wapizagonke. Den sträcker sig 0,7 kilometer i nord-sydlig riktning, och 0,6 kilometer i öst-västlig riktning.
I omgivningarna runt Lac de la Tourbière växer i huvudsak blandskog. Runt Lac de la Tourbière är det mycket glesbefolkat, med 4 invånare per kvadratkilometer.